# 德苏洛
德苏洛（義大利語：Desulo），是意大利撒丁大区努奥罗省的一个市镇。总面积74.72平方公里，人口2513人，人口密度33.6人/平方公里（2009年）。ISTAT代码为091016。